# Forestella
A Forestella (hangul: 포레스텔라) dél-koreai crossover énekegyüttes, melyet a JTBC csatorna Phantom Singer 2 című tehetségkutató műsorában állítottak össze. A formáció megnyerte a tehetségkutatót, amit követően 2018 márciusában Evolution címmel jelent meg első nagylemezük. Debütálásuk óta számos televíziós műsorban léptek fel, többször nyertek az Immortal Songs: Singing the Legend című műsorban, ahol klasszikus slágereket kell hétről hétre feldolgozni egy verseny keretében. Ők tartják a legtöbb egymás utáni győzelem rekordját is a King of Kings különkiadásban, hatszor szavazta meg őket a közönség győztesnek.

## Története

### Phantom Singer 2
Az együttes a Phantom Singer 2 című műsorban alakult, ahová az énekeseknek egyénileg kellett jelentkezniük. Az adások során Cso Mingju (Jo Mingyu) a „Stratéga” becenevet kapta, mert társai kiválasztása során gondosan megtervezte, kinek a hangszíne és színpadi jelenléte illik az övéhez leginkább. Így választotta ki például a kezdetben rutintalannak és gyengébbnek tartott fiatal egyetemista Ko Urimot az első duetthez, és betanította a feladatra. Ő irányította a dalok feldolgozását és a színpadképet, koreográfiát is. A végleges felállás a Forestella nevet választotta, miután a legjobb 12-be jutottak, mely az angol forest (erdő) és az olasz stella (csillag) szavak összerántásából született.
A verseny során az együttes a műfajokkal való kísérletezéséről és „merész” dalválasztásairól lett ismert, ez azóta is jellemző a munkásságukra. Pe (Bae), Cso (Jo) és Ko már az első kvartettfeladat során egy csapatba került, és egy rockdalt, az Imagine Dragons Radioactive című számát választották. Kang is demonstrálta, hogy többféle műfajban is képes előadni. Forestellaként a döntő második fellépésén Claudio Baglioni Come Un Eterno Addio című dalának tango-pop-rock változatával lepték meg a zsűrit és a nézőket.
Miután megnyerték a tehetségkutatót, egy évre szóló szerződést ajánlott nekik az Arts & Artists ügynökség, mely Dél-Korea prominens klasszikus zenészeit menedzseli.

### Debütálás
A Forestella 2018. március 14-én jelentette meg első nagylemezét, Evolution címmel, melyet pozitív kritikával fogadtak, dicsérték az énekesek hangtechnikáját és a különböző műfajú dalok újraértelmezését is. Még ebben az évben több koncertet adtak Szöulban, majd országos turnéra indultak, kilenc városba. Ezt követően a Phantom Singer első évadának győztesével, a Forte di Quattroval közösen koncerteztek. Az év második felében részt vettek a KBS televízió Immortal Songs: Singing the Legend című műsorában, amelynek segítségével országos ismertségre tettek szert, különösen, miután a 374. epizódban győztek is.

### 2019–2020: második nagylemez és további sikerek
Az Immortal Songs 392. részében, mely 2019. február 23-án került adásba, a Queen együttes Bohemian Rhapsody című dalát adták elő. A felvétel virális lett a YouTube-on, számos hazai és külföldi reakcióvideó készült róla. Felkeltették a Secret Garden együttes figyelmét is, akikkel közösen felvették a Beautiful című dal koreai változatát.
2019. május 22-én megjelent a Forestella második nagylemeze, a Mystique, melyet a kritikusok is jól fogadtak. Két héttel korábban az albumról kismelezként kiadták a Dear Moon (달하 노피곰 도다샤) című dalt, melynek szövege egy Pekcse (Baekje) korabeli versen alapszik. A klasszikus zenei slágerlista egyik legtöbbet eladott albuma lett, decemberre platinalemez volt, és abban az évben rajtuk kívül csak két másik klasszikus előadónak sikerült aranylemeznél nagyobb eladást produkálni.
2019 szeptemberében az együttes meghosszabbította a szerződését. Cso (Jo) és Pe (Bae) szólótevékenységükhöz más ügynökséget választottak. Pe (Bae) újra musicalekben kezdett játszani, Cso (Jo) és Kang pedig szólódalokat jelentettek meg. Ko úgy döntött, hogy szólókarrier helyett befejezi egyetemi tanulmányait, bár szólófellépései így is voltak.
2020. április 9-én újabb digitális kislemezük jelent meg, a Nella Fantasia című klasszikus crossover dalt dolgozták fel. Ezt a Together (함께라는 이유) című, jobbára pop műfajú dal követte, melyet Hvang Szongdzse (Hwang Seongjae) írt, aki olyan előadóknak komponált korábban dalokat, mint BoA, a Shinhwa vagy a Girls’ Generation. Augusztusban elnyerték a koreai parlament kulturális, sport és turisztikai bizottságának díját. Két újabb digitális kislemez következett, a Words from the Wind (바람이 건네준 말) és a Ties (연 (緣)). Bár az együttes tagjai mindig is aktívan részt vettek a dalaik produceri és hangszerelési munkálataiban, a Words from the Wind volt az első, ahol társszerzőként tüntették fel őket.

### 2021–: harmadik nagylemez

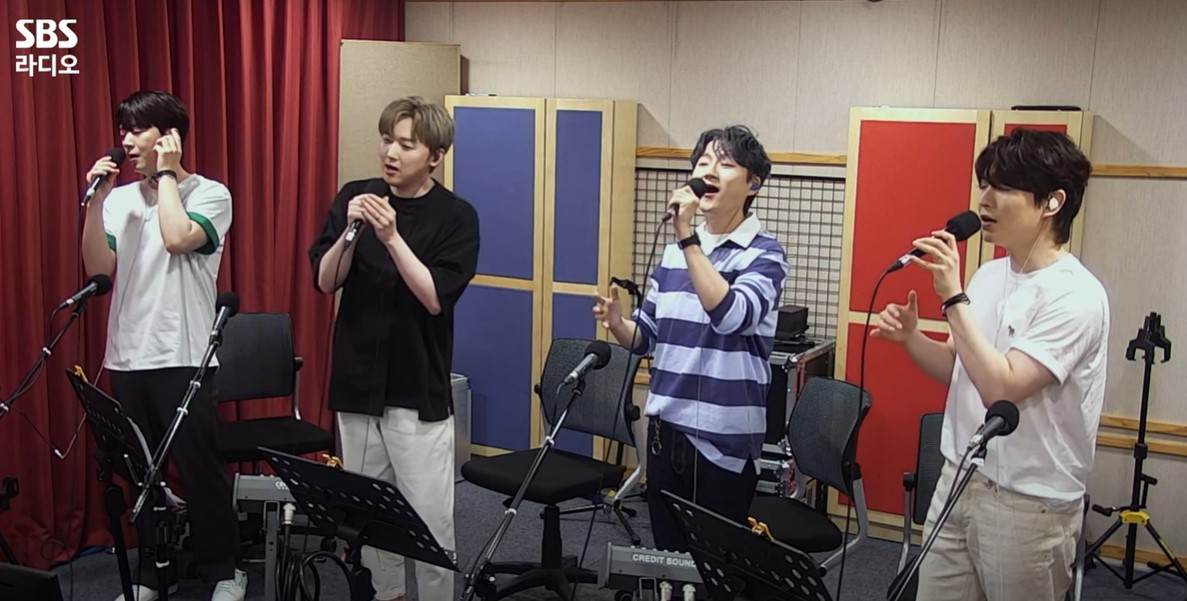
A Forestella 2022-ben az SBS rádióban, élőben énekel

2021 elején a Phantom Singer műsor All Star kiadásában léptek fel. Április 19-én jelent meg harmadik nagylemezük, a The Forestella. Az előző évben kiadott négy digitális kislemez is helyet kapott rajta. A lemezen szerepelt Serge Lama Je suis malade című dalának újrafeldogozása is, melyet korábban a Phantom Singer All Starsban is előadtak. Lama maga is megosztotta a felvételt a közösségi oldalán, dicsérve az előadást.
A KOPIS (Koreai Előadóművészetek Box Office Információs Rendszere) szerint 2021 első félévében a Forestella vezette a jegyeladási listákat a „klasszikus zene és opera” kategóriában. Bár a Covid-19 járvány miatt a turnéjuk dátumai között sok idő telt el, és néhány koncertet el is kellett halasztani, a kategóriájukon belül három koncertjük szerepelt a top 5-ös listában. Augusztusban az együttes bejelentette, hogy ügynökséget váltott és a Beat Interactive-hoz szerződött, bár a tagok szólótevékenységeit továbbra is saját ügynökségeik menedzselik.
2021-ben az együttes elnyerte az év crossover együttesének járó díjat a Brand of the Year díjkiosztón.
2023 januárjában a Forestella először adott koncertet a tengerentúlon, New York-ban, Los Angeles-ben és Vancouverben. Július 1-jén digitális kislemezt jelentettek meg White Night (백야) címmel, majd szeptember 6-án újabb kislemezük látott napvilágot, KOOL címmel. Ugyanebben a hónapban betétdalt énekeltek fel az Arthdali krónikák című sorozat 2. évadjához Chosen One címmel.

## Tagjai
- Pe Duhun (배두훈, Bae Duhun), 1986. július 15. (38 éves),[48] bariton[49]
A Koreai Nemzeti Művészeti Egyetemen tanult színművészet szakon, majd musicalszínészként dolgozott. Több televíziós tehetségkutatóban is próbálkozott korábban.[4]
- Kang Hjongho (강형호, Kang Hyeongho), 1988. március 8. (37 éves),[50] kontratenor[49]
Nem tanult énekelni, bár egyetemista korában egy amatőr rockegyüttesben énekelt.[51] Végzettsége szerint vegyészmérnök, a válogató előtt a Lotténál dolgozott a kutatás-fejlesztési részlegen. A Forestella debütálásakor felmondott.[4][52]
- Cso Mingju (조민규, Jo Mingyu), 1990. november 19. (34 éves),[53] lírai tenor,[49] vezető
A Szöuli Nemzeti Egyetem zeneművészeti tanszékén végzett, majd a Szöuli Városi Operaházban volt énekes. Németországban tervezte folytatni tanulmányait a tehetségkutató előtt.[54][55]
- Ko Urim (고우림), 1995. július 10. (29 éves)[56], basso profondo[49]
A Szöuli Nemzeti Egyetem harmadéves ének szakos hallgatója volt, amikor a tehetségkutatóba jelentkezett. Több énekversenyen is döntős volt a válogató előtt.[57] Felesége Kim Jona (Kim Yeona) olimpiai bajnok műkorcsolyázó.[58]

Pe Duhun (Bae Duhun)
Kang Hjongho (Kang Hyeongho)
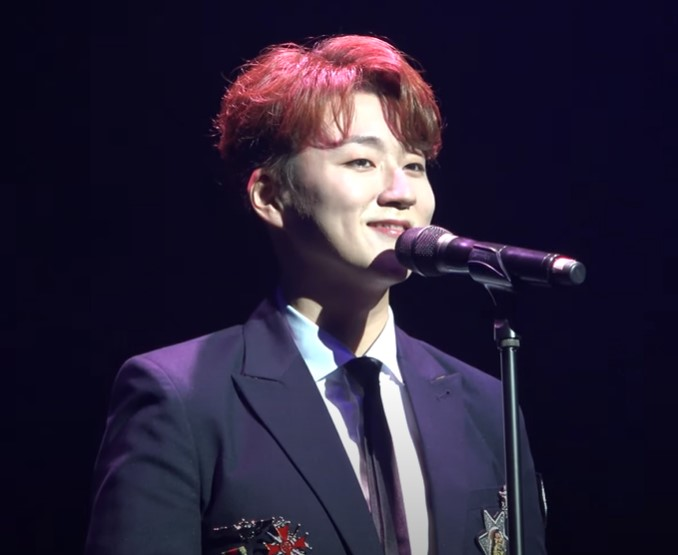
Cso Mingju (Jo Mingyu)
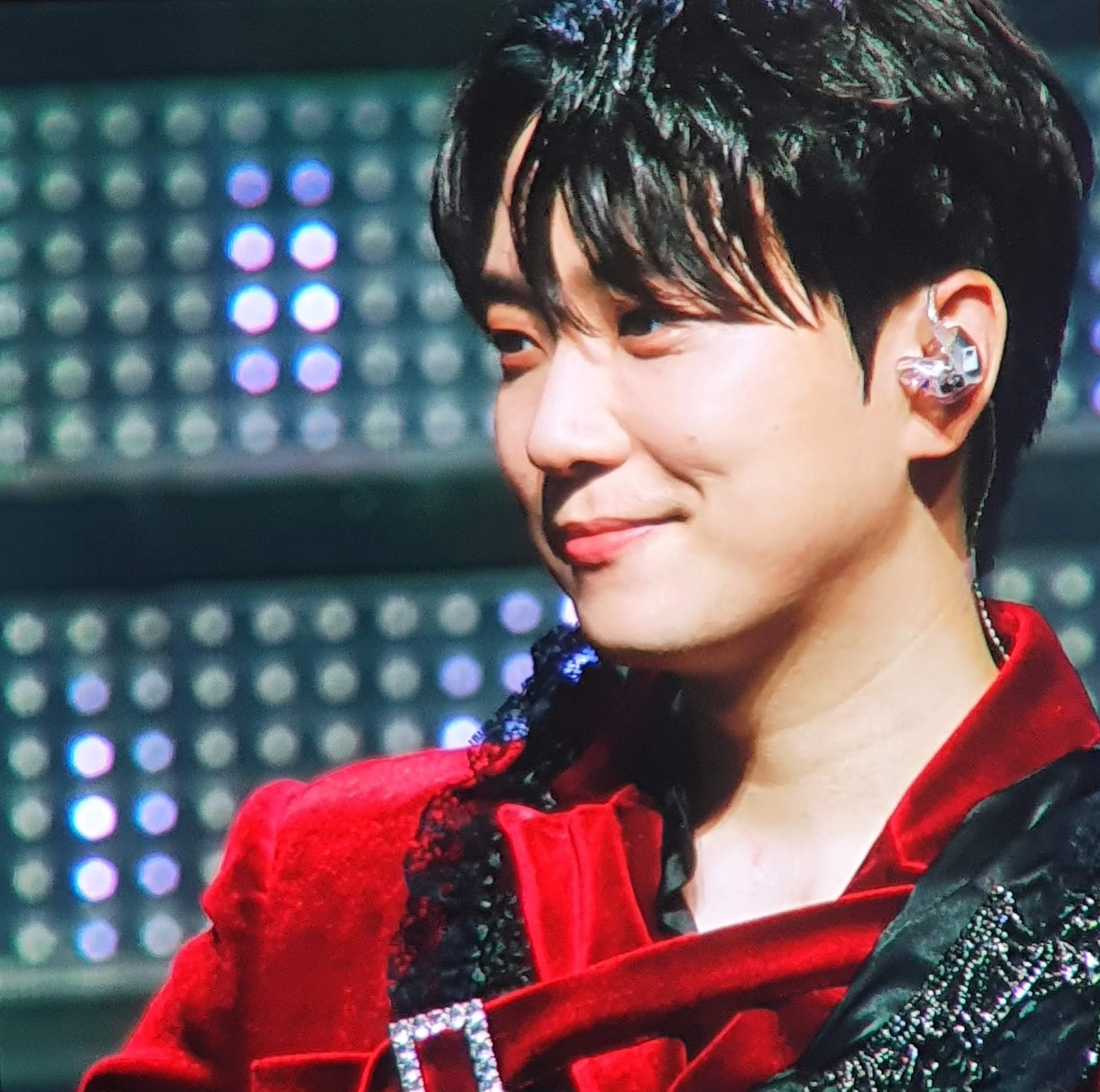
Ko Urim

## Művészetük
Az együttes az Immortal Songs és a KBS Open Concert nevű nyílt, közvetített koncertjei segítségével mutatta meg, hogy különféle műfajokban képes mozogni, a trottól a kugak (gugak)on át, a rock, pop és klasszikus zenei interpretációkig. Szerepeltek együtt Paul Pottsszal, Szong Szohi (Song Sohui)  és An Szukszon (An Sukseon) kugak (gugak)előadókkal, vagy éppen Csang Hjedzsin (Jang Hyejin) popénekesnővel. Az együttes tagjai szerint ők sosem akarták műfaji keretek közé szorítani magukat, szeretnek kísérletezni és az egyéni zenei tapasztalataik alapján gyűjtenek inspirációt. Cso (Jo) és Ko úgy nyilatkoztak, hogy azért választották a crossover műfaját, mert klasszikusan képzett énekesekként nem elégítették ki őket a hagyományos nyugati operavilág által rájuk kényszerített szerepek, és szerették volna megkérdőjelezni a klasszikus zenei közösségben még mindig nagyon erőteljes konzervativizmust. Az együttest hazájában sok dicséret érte, amiért ledöntötték a klasszikus zene és a könnyűzenei műfajok közötti falat Koreában.
A Forestellát először a Forte di Quattro együtteshez hasonlították, akik a Phantom Singer első évadjában győztek. A Newsis szerint „míg a Forte di Quattro férfias és pazar, a Forestellának olyan élénk energiája van, mely egyfolytában csapong. Míg a Forte di Quattro olyan, akár egy úriember, a Forestella olyan, mint egy álmokkal, reményekkel, kalandokkal teli utazás.” Velük ellentétben azonban a Forestella hangzásvilágára a „poppos” jelzőt használják. Műfajtól függetlenül az együttes hangzására a jól megtervezett harmónia jellemző, a négy énekes igen széles hangskálát tud lefedni, ahol a legmélyebb Ko basso profondo hangja, a legmagasabb pedig Kang kontratenor hangfekvése.

## Diszkográfia

### Stúdióalbumok
| Cím            | Adatok | Toplista | Eladás        |
| Cím            | Adatok | KOR      | Eladás        |
| -------------- | --- | -------- | ------------- |
| Evolution      | - Dátum: 2018. március 14. - Kiadó: Arts & Artists, Universal Music - Formátum: CD, digitális letöltés Számlista 1. Evolution 2. I'm Coming Now 3. You Are My Star 4. The Journey of Love" (사랑의 여정) 5. My Eden 6. L'immensita 7. Dell'amore non si sa 8. In Un'Altra Vita 9. Dream a Little Dream of Me 10. Close Your Eyes (눈을 감아도) 11. Time Travel (시간여행) 12. Primula 13. You Change My World          | 13       | - KOR: 7024   |
| Mystique       | - Dátum: May 22, 2019 - Kiadó: Arts & Artists, Universal Music - Formátum: CD, digital download Számlista 1. Intro: Mystique 2. Dear Moon (달하 노피곰 도다샤) 3. Angel 4. Magic Castle (마법의 성) 5. My Favorite Things 6. The Sky and the Dawn and the Sun 7. Prelude de la Luna 8. Hijo de la Luna (달의 아들) 9. All the King's Horses 10. Nocturne (야상곡) 11. Bohemian Rhapsody 12. The Flowers (이 계절의 꽃) | 14       | - KOR: 7562   |
| The Forestella | - Dátum: 2021. április 19. - Kiadó: Arts & Artists, Universal Music - Formátum: CD, digital download Számlista 1. Nella Fantasia 2. Words from the Wind (바람이 건네준 말) 3. Ties (연(緣)) 4. Je suis malade (눈물 속에 홀로) 5. Your Song (당신이 듣던) 6. My Heart Will Go On 7. Thriller 8. We Are the Champions 9. Together (함께라는 이유) 10. One Love (feat. UK) (különleges szám)                             | 16       | - KOR: 12 005 |

### Középlemezek
| Cím                                       | Adatok | Toplista | Eladás        |
| Cím                                       | Adatok | KOR      | Eladás        |
| ----------------------------------------- | --- | -------- | ------------- |
| The Beginning: World Tree                 | - Dátum: 2022. május 30. - Kiadó: Beat Interactive, Warner Music - Formátum: CD, digital download Számlista 1. Intro: Runes 2. Save Our Lives 3. Moonlight 4. Stay (멀어지지 말아주세요) 5. The Forest Song (숲의 노래) (feat. Soop Byeol) 6. For Life 7. Save Our Lives (instrumentális) 8. Moonlight (instrumentális) 9. Stay (멀어지지 말아주세요) (instrumentális) 10. The Forest Song (숲의 노래) (instrumentális) 11. For Life (instrumentális) | 14       | - KOR: 17 196 |
| The Bloom: Utopia / The Borders of Utopia | - Dátum: 2022. december 22. - Kiadó: Beat Interactive, Warner Music - Formátum: CD, digital download | 22       | - KOR: 6525   |

### Kislemezek
| Cím                                                        | Év   | Toplista | Album                           |
| Cím                                                        | Év   | KOR      | Album                           |
| ---------------------------------------------------------- | ---- | -------- | ------------------------------- |
| Dear Moon (달하 노피곰 도다샤)                             | 2019 | —        | Mystique                        |
| Bird, Bird, Blue Bird (새야 새야 파랑새야)                 | 2019 | —        | Nokdu Flower OST (1. rész)      |
| Nokdu Flower nyitódal                                      | 2019 | —        | Nokdu Flower OST (3. rész)      |
| Nella Fantasia (넬라 판타지아)                             | 2020 | —        | The Forestella                  |
| Together (함께라는 이유)                                   | 2020 | —        | The Forestella                  |
| Words from the Wind (바람이 건네준 말)                     | 2020 | —        | The Forestella                  |
| Ties (연)                                                  | 2020 | —        | The Forestella                  |
| Save Our Lives                                             | 2022 | —        | The Beginning: World Tree       |
| White Night (백야)                                         | 2023 | —        |                                 |
| Kool                                                       | 2023 |          |                                 |
| Chosen One                                                 | 2023 |          | The Sword of Aramun OST, part 1 |
| "—": nem szerepelt a listán, vagy nem adták ki a régióban. |      |          |                                 |

#### Együttműködések
| Cím                                                                | Év   | Album                 |
| ------------------------------------------------------------------ | ---- | --------------------- |
| L'impossibile Vivere feat. Forte di Quattro                        | 2018 | nem szerepelt albumon |
| Beautiful feat. Secret Garden                                      | 2019 | Storyteller           |
| Ttanttala Blues feat. Lunchsong Project (Kvon Theun (Kwon Tae-eun) | 2020 | No Man Is an Island   |

#### Válogatáslemezen
| Cím                                                     | Év   | Toplista | Album                              |
| Cím                                                     | Év   | KOR      | Album                              |
| ------------------------------------------------------- | ---- | -------- | ---------------------------------- |
| Maldita Sea Mi Suerte (eredeti előadó: Marc Anthony)    | 2017 | —        | Phantom Singer 2 9. epizód         |
| In Un'altra Vita (eredeti előadó: Claudio Baglioni)     | 2017 | —        | Phantom Singer 2 9. epizód         |
| Come Un Eterno Addio (eredeti előadó: Claudio Baglioni) | 2017 | —        | Phantom Singer 2 10. epizód        |
| Il Mirto E La Rosa (eredeti előadó: Alessandro Safina)  | 2017 | —        | Phantom Singer 2 10. epizód        |
| Time in a Bottle (eredeti előadó: Jim Croce)            | 2021 | —        | Phantom Singer All Star 2. epizód  |
| Je suis malade (eredeti előadó: Serge Lama)             | 2021 | —        | Phantom Singer All Star 3. epizód  |
| Snail (달팽이) (eredeti előadó: Panic)                  | 2021 | —        | Phantom Singer All Star 9. epizód  |
| Inner Universe (eredeti előadó: Origa)                  | 2021 | —        | Phantom Singer All Star 11. epizód |

## Fordítás
Ez a szócikk részben vagy egészben  a   Forestella című angol Wikipédia-szócikk fordításán alapul.  Az eredeti cikk szerkesztőit annak laptörténete sorolja fel. Ez a jelzés csupán a megfogalmazás eredetét és a szerzői jogokat jelzi, nem szolgál a cikkben szereplő információk forrásmegjelöléseként.